# Nuriosmaniye, Geyve
Nuriosmaniye là một xã thuộc huyện Geyve, tỉnh Sakarya, Thổ Nhĩ Kỳ. Dân số thời điểm năm 2008 là 761 người.